# Tošiaki Karasava
Tošiaki Karasava (japonsko 唐沢寿明 Karasawa Toshiaki), japonski gledališki in filmski igralec, * 3. junij 1963, Tokio.
Rodil se je kot Kijoši Karasava (唐沢潔 Karasawa Kiyoshi).
Leta 1987 je odigral svojo prvo gledališko vlogo. Znan je kot specialist za gledališko-akcijske prizore (mečevanje, bojevanje,...).
Je večkratni prejemnik nagrade za najboljšega igralca s strani Japonske akademije in tako trenutno eden najboljših igralcev na Japonskem, tako v gledališču kot v filmu.

## Filmografija
- Oishi Kekkon (1991)
- Hello Ganbari Nezumi (1991)
- Koukou Kyoushi (1993)
- Kimi wo Wasurenai (1995)
- Koi wa Mai Orita (1997)
- Welcome Back, Mr. McDonald (1997)
- Everyone's House (2001)
- Casshern (2004)